# Ла Магделен
Ла Магделен је насеље у Италији у округу Долина Аосте, региону Долина Аосте.
Према процени из 2011. у насељу је живело 91 становника. Насеље се налази на надморској висини од 1639 м.

## Становништво
| 1951. | 1961. | 1971. | 1981. | 1991. | 2001. | 2011. |
| ----- | ----- | ----- | ----- | ----- | ----- | ----- |
| 105   | 94    | 115   | 91    | 105   | 91    | 111   |